# Nerses Bedros XIX. Tarmouni

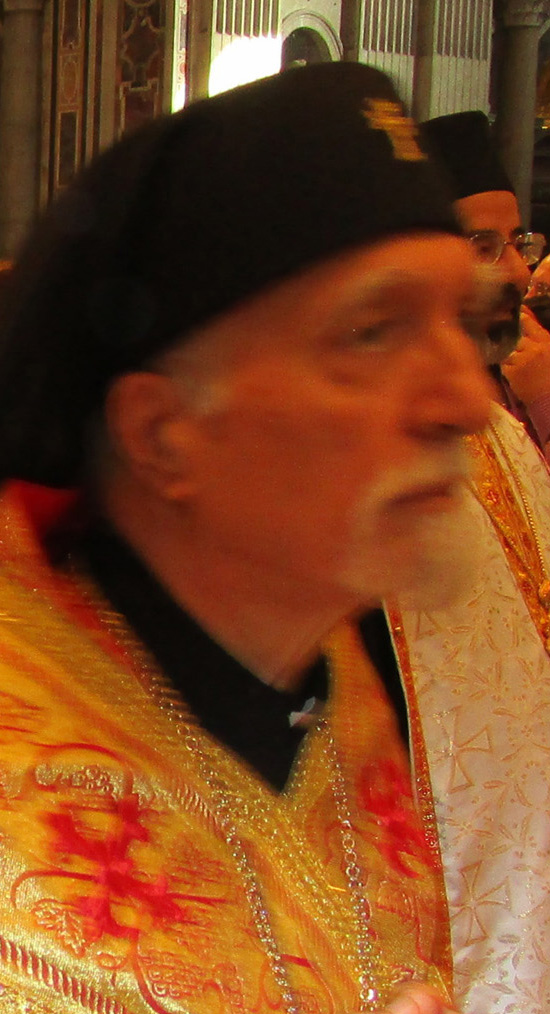
Nerses Bedros XIX. Tarmouni

Nerses Bedros XIX. (armenisch: Ներսէս Պետրոս ԺԹ. Թարմունի; * 17. Januar 1940 in Kairo, Ägypten; † 25. Juni 2015 im Libanon) war Patriarch des armenisch-katholischen Patriarchats von Kilikien.

## Leben
Der Patriarch entstammte einer Familie mit acht Kindern und erhielt seine Schulausbildung bei den Frères des Écoles Chrétiennes in Kairo. Ab 1959 studierte er als Mitglied des Päpstlichen Armenischen Kollegs Philosophie und Theologie an der Päpstlichen Universität Gregoriana in Rom.
Am 15. August 1965 wurde er in Kairo zum Priester geweiht. Von 1965 bis 1968 wirkte er in Kairo und von 1968 bis 1990 in Heliopolis als Seelsorger. Papst Johannes Paul II. ernannte ihn zum Bischof von Alexandrien der Armenisch-Katholischen Kirche. Die Bischofsweihe spendete ihm am 18. Februar 1990 der Patriarch von Kilikien, der Armenier Johannes Bedros XVIII. Kasparian; Mitkonsekratoren waren die Weihbischöfe in Kilikien, André Bedoglouyan und Vartan Achkarian.
Am 7. Oktober 1999 wurde er zum Patriarchen von Kilikien der Armenier (offizieller Titel) mit Sitz im Kloster Bzommar bei Beirut gewählt und am 24. Oktober 1999 als Nerses Bedros XIX. inthronisiert. Papst Johannes Paul II. von Rom bestätigte ihm die kirchliche Gemeinschaft am 13. Dezember 1999. 2009 berief ihn Papst Benedikt XVI. zum Mitglied der Kongregation für die orientalischen Kirchen.